# Vårgårda West Sweden

Lagtempots bansträckning 2022.

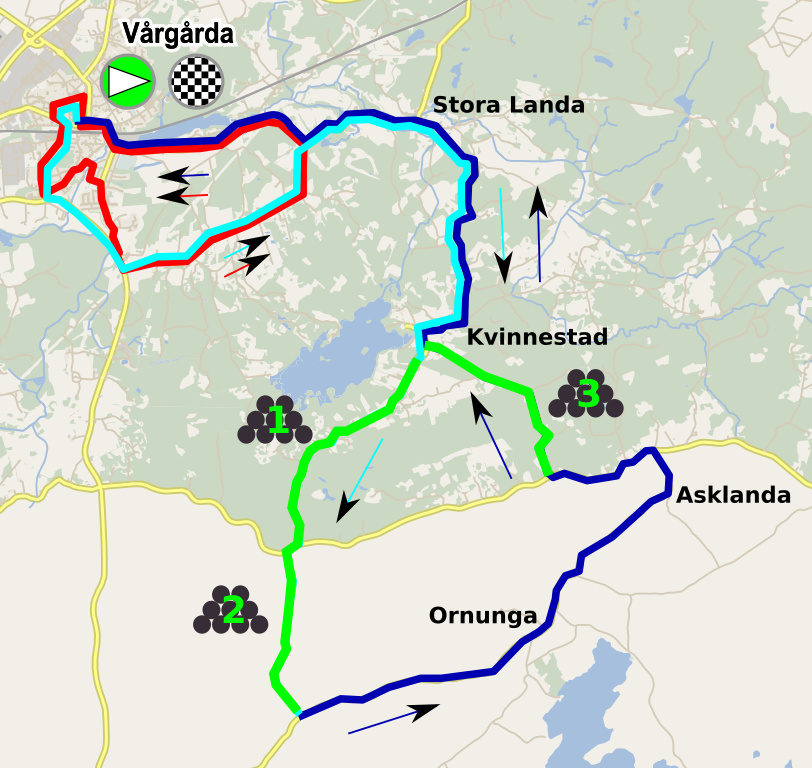
Linjeloppets bansträckning 2022. Grusvägssträckorna markerade med ljusgrönt och den avslutande varvbanan är röd.

Vårgårda West Sweden (även ihopskrivet Vårgårda WestSweden), till och med 2014 Open de Suède Vårgårda, var en svensk tävling i landsvägscykling för damer. Tävlingen, som kördes i (och kring) Vårgårda kommun och arrangerades av Vårgårda cykelklubb, hölls första gången 2006 och ingick redan från starten i  UCI Women Road World Cup. De två första åren kördes bara ett linjelopp, men från 2008 arrangerades även ett lagtempo, även detta ingående i damernas världscup. När UCI Women's World Tour skapades 2016 överfördes båda loppen dit. 2020 och 2021 ställdes tävlingen in på grund av Coronapandemin, arrangerades åter 2022, men lades ner året därpå på grund av ekonomiska problem.
2022 inleddes tävlingen med lagtempoloppet den 6 augusti och kördes från Vårgårda till Herrljunga och åter, sammanlagt 36 kilometer. Dagen därpå kördes linjeloppet som inleddes med en slinga på 37,7 km söderut ner om Ornunga från Vårgårda, vilken innehöll tre grusvägssektioner på sammanlagt 8,9 km, varefter åtta varv på en 11 km lång slinga (Vårgårda-Hägrunga-Olstorp-Vårgårda) avslutade loppet, som totalt mätte 125,7 km.

## Podieplaceringar

### Linjelopp
| År   | Vinnare              | Tvåa              | Trea             |          |
| ---- | -------------------- | ----------------- | ---------------- | -------- |
| 2006 | Susanne Ljungskog    | Nicole Cooke      | Monica Holler    |          |
| 2007 | Chantal Beltman      | Karin Thürig      | Noemi Cantele    |          |
| 2008 | Kori Kelley Seehafer | Kimberly Anderson | Charlotte Becker |          |
| 2009 | Marianne Vos         | Kirsten Wild      | Emma Johansson   |          |
| 2010 | Kirsten Wild         | Adrie Visser      | Emma Johansson   |          |
| 2011 | Annemiek van Vleuten | Ellen van Dijk    | Nicole Cooke     |          |
| 2012 | Iris Slappendel      | Hanka Kupfernagel | Marianne Vos     |          |
| 2013 | Marianne Vos         | Emma Johansson    | Amy Pieters      |          |
| 2014 | Chantal Blaak        | Amy Pieters       | Roxane Knetemann |          |
| 2015 | Jolien D'Hoore       | Giorgia Bronzini  | Lisa Brennauer   |          |
| 2016 | Emilia Fahlin        | Lotta Lepistö     | Chantal Blaak    |          |
| 2017 | Lotta Lepistö        | Marianne Vos      | Leah Kirchmann   |          |
| 2018 | Marianne Vos         | Kirsten Wild      | Lotta Lepistö    |          |
| 2019 | Marta Bastianelli    | Marianne Vos      | Lorena Wiebes    |          |
| 2020 | inställt             | inställt          | inställt         | inställt |
| 2021 | inställt             | inställt          | inställt         | inställt |
| 2022 | Audrey Cordon-Ragot  | Pfeiffer Georgi   | Valerie Demey    |          |
| 2023 | inställt             | inställt          | inställt         | inställt |